# Acide dihydrofolique
En biochimie, l’acide dihydrofolique est issu de l'acide folique, ou vitamine B9, par action de la folate réductase, et est le substrat de la dihydrofolate réductase pour produire le tétrahydrofolate, une coenzyme importante notamment dans la biosynthèse des bases nucléiques.
Dans le métabolisme animal, les dihydrofolates sont dégradés par l'enzyme dihydrofolate réductase (qui interagit avec le méthotrexate).